# Diadegma akoense
Diadegma akoense là một loài tò vò trong họ Ichneumonidae.